# علاء الدولة السمناني
علاء الدولة السمناني (659 - 736 هـ / 1261 - 1336 م) هو باحث من علماء الصوفية، شافعي.
هو علاء الدولة ركن الدين أحمد بن محمد بن أحمد بن محمد السمناني. مولده بسمنان (بين الريّ ودامغان). كان يحط على ابن عربي ويكفره. له الكثير من التصانيف، قيل أنها تجاوزت الثلاث مائة، منها «الفلاح لأهل الصلاح» في شستربتي و «العروة لأهل الخلوة» في دار الكتب، و «صفوة العروة» في مكتبة لا له لي و «تحفة السالكين» في مكتبة الفاتح. من تلامذته خواجو الكرماني ونوربخش الخراساني. توفي ببغداد.